# Фермерша из Монфокона
Фермерша из Монфокона (фр. Fermière à Montfaucon) — короткометражный документальный фильм режиссёра Эрика Ромера, снятый в 1968.

## Сюжет
Фильм завершает документальную серию о женщинах в современной Франции. Как и в предыдущей ленте, «Современной студентке», сценарий написан на основе идеи писательницы и кинодокументалистки Дениз Бадеван (1911—2006).
Производство Барбе Шрёдера и компании Les Films du Losange, при участии Министерства земледелия и рыболовства и содействии муниципалитета Монфокона.
Героиня картины жена фермера из Монфокона Моник Сандрон рассказывает о своей жизни в пикардийской деревне. Съемки проводились летом, осенью и зимой.
По словам Моник, многие фермеры остаются холостяками, потому что тяжелый труд на земле и унылое однообразие сельской жизни не очень привлекают современных женщин, но сама она, будучи родом из деревни и проработав год учительницей, вышла замуж и осталась вполне довольной своим выбором.
Крестьянская жизнь, как и во все времена, нелегкая, а современные требования хозяйственного учёта создают дополнительные проблемы («ферма все более походит на промышленное предприятие, где любая живность должна иметь ярлык и документ»). В период сбора урожая не хватает рабочих рук, а зимой в их регионе тоскливо. Лучшим временем остается середина осени, когда полевые работы уже окончены, но на дворе ещё тепло.
Сельскохозяйственный труд, как и любое монотонное занятие, обычно действует отупляюще, развлечений или возможностей культурного проведения досуга в деревне немного, поэтому жены фермеров со временем замыкаются в себе, но Моник противостоит этой угрозе, активно занимаясь общественной деятельностью в должности муниципального советника в Монфоконе.
К проблемам фермерства, постепенно вытесняемого из сельского хозяйства крупными агрохолдингами, и оттока населения из деревни в город Ромер вернулся в поздний период своего творчества в фильме «Дерево, мэр и медиатека».